# Bouřný
Der Bouřný, früher auch Bedřichovský vrch, (deutsch Friedrichsberg) ist ein 702,5 m n.m. hoher Berg im Lausitzer Gebirge in Tschechien. Er liegt einen reichlichen Kilometer östlich von Nová Huť auf dem Kataster von Horní Světlá pod Luží in der Gemeinde Mařenice.

## Geographie
Der mit Buchen- und Mischwald bestandene Phonolithkegel gehört zum Lužický hřbet (Lauschekamm); er befindet sich zwischen dem Quellgrund des Rousínovský potok (Friedrichsbach) und dem Tal des Hamerský potok (Hammerbach).  Nördlich erheben sich der Smrčec (Fichtenschöber, 630 m) und der Pěnkavčí vrch (Finkenkoppe, 792 m), im Nordosten die Lausche (Luž, 793 m) und der Čihadlo (Stückeberg, 664 m), östlich die Kopřivnice (Nesselsberg, 638 m), der Malý Stoh (552 m) und der Kamenný vrch (Steinberg, 586 m), im Südosten der Suchý vrch (Dürrberg, 641 m), südlich die Kobyla (Hengstberg, 627 m) und der Pařez (Klötzerberg, 536 m), im Südwesten der Rousínovský vrch (Hamrich, 660 m) und der Velký Buk (Großer Buchberg, 736 m), westlich der Sokol (Hackelsberg, 668 m) und die Srní hora (Mittelberg, 657 m) sowie im Nordwesten der Konopáč (Hanfkuchen, 676 m) und der Stožec (Schöber, 665 m). Am westlichen Fuß des Bouřný verläuft die Bahnstrecke Bakov nad Jizerou–Ebersbach. Dahinter führt die E 10 / Staatsstraße I/9 zwischen Rumburk und Prag über den Neuhütter Sattel zum Stožecké sedlo (Schöbersattel). Südlich des Berges verläuft die Verbindungsstraße von Nová Huť nach Horní Světlá.
Umliegende Orte sind Myslivny und Horní Světlá im Nordosten, Dolní Světlá und Juliovka im Osten, Hamr, Naděje und Trávník im Südosten, Rousínov im Süden sowie Nová Huť im Westen. Am südlichen Fuße des Berges liegt die Wüstung Staré Mlýny.

## Geschichte
Über den Wiesensattel westlich des Bouřný führte seit dem Mittelalter die von Görlitz über Rumburg, St. Georgenthal kommende Alte Prager Straße, die am Bouřný dem Tal des Friedrichsbaches folgte und weiter nach Zwickau und Böhmisch Leipa führte. Seit dem 13. Jahrhundert wurde südlich des Bouřný eine der ältesten in Böhmen nachweisbaren Glashütten betrieben.
Alte Überlieferungen berichten davon, dass sich auf dem Gipfel des Berges die Friedrichsburg und an seinem südlichen Fuß das irgendwann zwischen dem 15. und 17. Jahrhundert entweder durch Kriegseinwirkung oder die Pest erloschene Dorf Friedrichsdorf befunden haben sollen. Jedoch sind auf dem Bouřný keinerlei Anzeichen einer Befestigung sichtbar, ebenso fehlen sowohl über die Burg als auch das Dorf jegliche urkundliche Nachweise. Bei archäologischen Untersuchungen auf dem Gipfel wurden keine Reste einer Besiedlung aufgefunden.
In der Wüstung Staré Mlýny südlich des Bouřný entdeckten Archäologen in den 1990er Jahren Mauersteine, geschmolzenes Glas, Reste von Glashäfen und eisernen Werkzeugen sowie einen alten Mühlgraben mit Radstube und Teilen eines Mühlrades. Die ältesten Funde datieren in das 13. Jahrhundert. Wahrscheinlich befand sich an dem Platz eine einschichtige Waldglashütte und später eine Mühle. Anzeichen des sagenhaften Dorfes Friedrichsdorf wurde dabei jedoch nicht gefunden.
Zwischen 1794 und 1797 wurde die Alte Prager Straße zur Kaiserstraße ausgebaut und neu trassiert; der Straßenverlauf wurde dabei aus dem Tal des Friedrichsbaches nach Westen verlegt und nordwestlich des Friedrichsberges zwischen dem Schöber und Fichtenschöber über den Schöbersattel geführt. 
Der an Südwesthang befindliche Kreidesandstein wurde in einem großen Steinbruch abgebaut. 
1937 wurde nördlich des Friedrichsberges die Schöberlinie der tschechoslowakischen Landesbefestigung angelegt. Im Jahr darauf wurde an der Straße nach Ober Lichtenwalde eine Kaserne für Grenzsoldaten errichtet.

## Besonderheiten
- Kaufmannsbuche (Kaufmannův buk) an der Straße von Nová Huť nach Horní Světlá; eine Holztafel erinnert an den am 11. September 1928 verübten, ungeklärten Mord am Oberlichtenwalder Händler Josef Kaufmann. Die Gedenktafel wurde nach dem Zweiten Weltkrieg beseitigt und später auch die Buche gefällt. Am 24. September 2006 wurde an der nächstgelegenen Buche eine von Andreas Prescher aus Großschönau geschaffene Holztafel angebracht. Die ursprüngliche Kaufmannsbuche stand weiter westlich, etwa 250 m vom Abzweig von der Schöberstraße entfernt.
- Leinertsbild, es wurde vom Förster Leinert, dem hier ein Hubertushirsch erschienen war, am Abzweig der Straße nach Horní Světlá aufgestellt. Die seit dem Beginn des 20. Jahrhunderts verschwundenen Holztafel wurde am 10. Mai 2008 mit einer hölzernen Bildtafel von Andreas Prescher erneuert.
- Battelmadelloch (Žebračka), Sandsteinfelsen mit dem Relief einer Bettlerin am Südwesthang des Bouřný; es wurde vermutlich 1883 von einem Steinmetzen aus dem ehemaligen Sandsteinbruch geschaffen. Der Legende nach soll im Jahre 1812 an dem Platz eine Bettlerin verhungert sein.
- Wüstung Staré Mlýny mit Resten eines alten Mühlgrabens und Grundmauern der 1938 erbauten tschechoslowakischen Kaserne
- Wegekreuz Am Johannes (U svatého Jána) am östlichen Fuß des Berges im Tal des Hamerský potok. Die dort gestandene Statue des hl. Johannes von Nepomuk verschwand nach dem Zweiten Weltkrieg. Ihr Sockel wurde in den 1990er Jahren im Wald wiedergefunden. Die vom Bildhauer Václav Snížek aus Říčany geschaffenen neue Statue wurde im Jahre 2001 gestohlen.
- Schwefelquelle (Sirný pramen) am Johannes im Hammerbachtal, ihre Färbung wird vom Bakterium Leptothrix ochracea verursacht.
- Wackelstein in den Steinbrüchen am Südwesthang, er hat eine Höhe von zwei Metern, Breite von 4,2 Metern und eine Länge von 4 Metern.